# Jawor (Góry Sanocko-Turczańskie)
Jawor (741 m n.p.m.) – szczyt i masyw górski w Górach Sanocko-Turczańskich, górujący od wschodu nad "dolną" (północną) częścią Jeziora Solińskiego. Posiada potężną i rozłożystą sylwetkę, potęgowaną dosyć dużą (211 m) wybitnością oraz wysokością ponad lustrem wody w zbiorniku (średnio ok. 320 m). Okalają go dolina Łoboźnicy oraz Jezioro Solińskie wraz z Zatoką Teleśnicką, natomiast od położonego na wschód pasma Żuków oddzielony jest przełęczą o wysokości 530 m n.p.m.

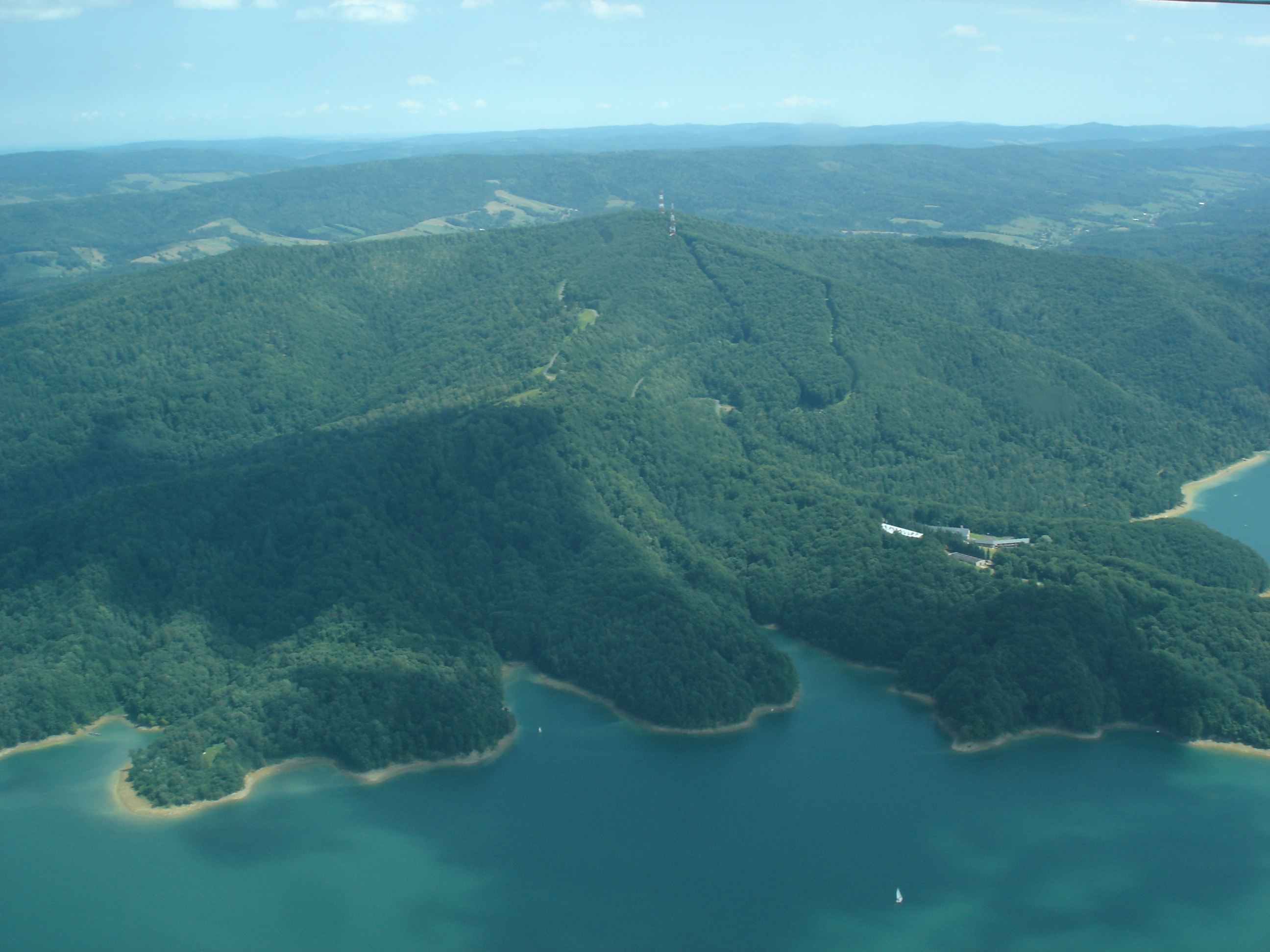
Góra Jawor

Z głównego wierzchołka, na którym stoi maszt radiowo-telewizyjny, odchodzą na północny zachód i południowy zachód dwa grzbiety z kulminacjami odpowiednio 702 oraz 608 m n.p.m. Na bocznym ramieniu drugiego z nich, będącym półwyspem na Zbiorniku Solińskim, znajduje się zespół ośrodków wypoczynkowych Jawor. Prowadzi tam z Łobozewa Dolnego asfaltowa droga, która serpentynami, wznosi się pod główny wierzchołek (ok. 700 m n.p.m.), a następnie opada w dół. Przez masyw nie prowadzą szlaki turystyczne.
W latach 2021-2022 na zboczu wybudowano stację kolejki gondolowej, oraz wieżę widokową.

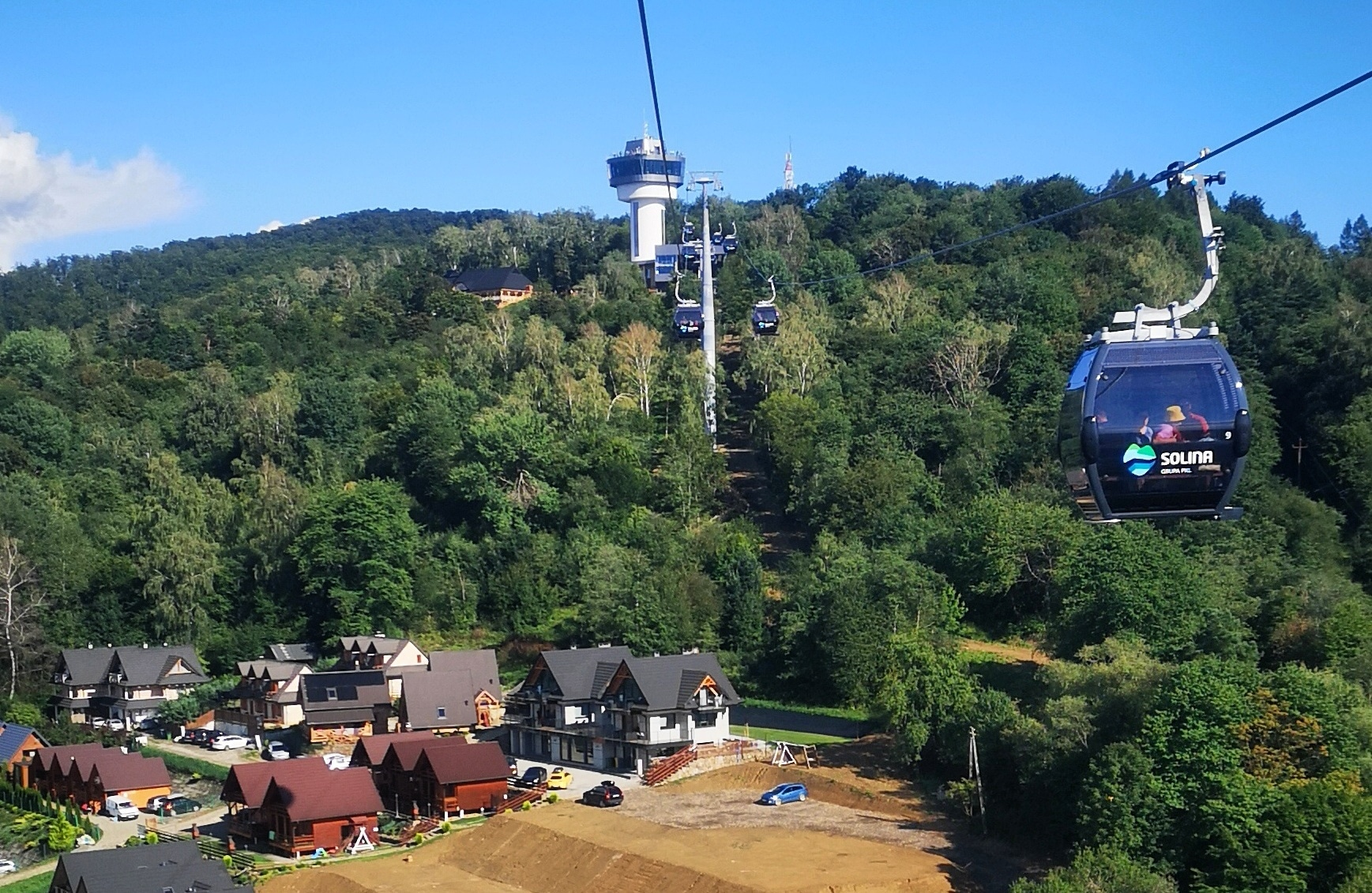
Wieża widokowa i stacja kolejki gondolowej